# Sabino Rabello
Sabino Rabello foi um empresário brasileiro dono do Grupo Tratex entre suas empresas encontram-se o Banco Rural e uma grande empreiteira e uma empresa de segurança.
Fez fortuna com a construção de Brasília quando suas empresas tiveram destacado papel. Morreu em 7 de janeiro de 2005